# Bloedhout
Bloedhout (Iryanthera sagotiana) is een altijdgroene boomsoort die 18 meter hoog kan worden. Het verspreidingsgebied is in tropisch Zuid-Amerika: Brazilië, de Guyana's en Colombia.
Het geslacht Iryanthera wordt gekenmerkt doordat het kleine bloemen bezit, waarvan het stuifmeel doet vermoeden dat het het verst geëvolueerde geslacht van de Neoptropische leden van de Muskaatfamilie is. De bomen van het geslacht Iryanthera produceren een rode harsachtige vloeistof bij verwonding, wat ook de Nederlandse benaming verklaart. Van een aantal soorten is de hars gewild voor zijn hallucinogene eigenschappen. De zaden bezitten een houtige zaadwand die omgeven is door een zaadmantel die sterk de aandacht trekt van de toekans met zijn scharlaken kleur. De vogels slikken de vrucht in en spugen later de kern uit, wat tot de verspreiding van de soort bijdraagt. De zaden bevatten veel vetten, vooral esters van myristinezuur.

## Het hout
Het hout is niet erg duurzaam, maar gemakkelijk te bewerken. Het wordt voornamelijk gebruikt om speelgoed, kisten, lucifers of goedkope meubelen van te maken.

## Chemisch onderzoek
Chemische analyse van de bloesem en de bladeren van de bloedhoutboom in Brazilië leverden onder andere een viertal dihydrochalcons op.